# Wstowo Wąskotorowe
Wstowo Wąskotorowe – nieczynny wąskotorowy przystanek kolejowy w Szczecinie. Zlokalizowany był przy skrzyżowaniu ul. Szczawiowej i Ustowskiej w południowej części Pomorzan, ok. 300 m od ul. Floriana Krygiera (droga krajowa nr 31). Nazwa stacji pochodzi od pobliskiej wsi Ustowo, przez dawnych pracowników kolei nazwanej „Wstowo”. Najbliższy przystanek ZDiTM to „Ustowska”.